# Molos-Agios Konstantinos
Molos-Agios Konstantinos (griego: Μώλος-Άγιος Κωνσταντίνος) es un municipio de la República Helénica perteneciente a la unidad periférica de Ftiótide de la periferia de Grecia Central.
El municipio se formó en 2011 mediante la fusión de los antiguos municipios de Agios Konstantinos, Kamena Vourla (la actual capital municipal) y Molos, que pasaron a ser unidades municipales. El municipio tiene un área de 337,3 km².
En 2011 el municipio tenía 12 090 habitantes.
Se sitúa en la costa meridional del golfo Maliaco, al sureste de Lamía.